# Galileo (film 1968)
Galileo è un film del 1968 diretto da Liliana Cavani, con protagonista Cyril Cusack.

## Trama
Firenze. Galilei è uno studioso di astronomia che cerca di comprendere quali siano i limiti del sistema di Tolomeo e di Aristotele riguardo al movimento delle stelle.
Un accanito oppositore delle teorie della Chiesa è il filosofo Giordano Bruno, amico di Galilei, il quale gli dichiara che deve ben guardarsi dal comunicare apertamente i propri studi, se non vuole finire processato. Poco tempo dopo il colloquio tra Bruno e Galilei, il filosofo viene effettivamente arrestato e condotto nel tribunale dell'Inquisizione dove, rifiutandosi di abiurare e di negare le sue tesi, viene condannato ad essere bruciato sul rogo.
Galilei, giunto il 1609, si fa recapitare a casa sua un curioso strumento inventato da tecnici olandesi e venduto a poco prezzo sia in Francia che in Germania (Libero Sosio nella introduzione a Il Saggiatore edito da Feltrinelli) che lui chiamerà occhiale o cannocchiale; serve a guardare attraverso le lenti nelle estremità dello strumento a canna un oggetto da vicino nei minimi dettagli. Galilei però lo perfeziona, aggiungendo lenti più potenti, volendo studiare la composizione delle stelle e delle macchie lunari. La sua compagna però è scettica, e anche alcuni amici lo avvertono di non proseguire oltre. Infatti Galilei non appena scopre il totale errore del sistema universale di Aristotele, e lo dichiara pubblicamente nella sua scuola, viene deriso e insultato dai conservatori, che lo accusano di dire eresie.
Più tardi negli anni, con il perfezionamento del cannocchiale e l'approfondimento dello studio sul sistema solare, Galilei scrive un dialogo in cui puntualizza tutti gli errori del sistema teocentrico di Claudio Tolomeo, sostenendo che la scoperta di Copernico è molto più veritiera di quanto non si fosse creduto fino ad allora. L'opera è il Dialogo sopra i due massimi sistemi del mondo, pubblicato nel 1632. Il Cardinale Roberto Bellarmino, conoscente di Galilei, che aveva cercato anche lui di dissuaderlo dal proseguire le sue ricerche scientifiche, va a denunciare il fatto al nuovo papa eletto Urbano VIII, il quale sta commissionando allo scultore Gian Lorenzo Bernini la costruzione del baldacchino di San Pietro. Il papa, convocando anche i membri dell'Inquisizione, decide di far venire a Roma Galilei per sottoporlo a regolare processo. L'anziano scienziato, dopo vari interrogatori, è costretto ad abiurare per non essere condannato a morte, negando tutte le sue tesi. Galilei in ginocchio, in vesti misere, legge l'atto di negazione sorretto da un frate, sotto l'attento uditorio dell'Inquisizione, aggiungendo suo malgrado a dichiarare di schierarsi da parte della Chiesa per continuare la campagna di persecuzione contro i nuovi scienziati che tentano di distruggere le certezze aristotelico-tolemaiche e contro ogni altra generazione di eretici.

## Significazione
Il film non ha intenti biografici, si concentra su alcune tappe essenziali della vita di Galileo: dal 1592 anno dell'incontro con Giordano Bruno fino all'abiura del 1633. L'intima sofferenza dello scienziato, costretto a rinnegare la verità che aveva intuito, è resa dalla ricostruzione del quadro storico e ambientale di quel tempo. Galileo ha una profonda fede ed è schiacciato dal potere; egli ritratta le proprie idee ma, nel contempo vuole rimanere dentro la chiesa, anche se questa lo delude profondamente.
La Cavani, pur riferendosi ad un periodo storico-politico diverso, fa un discorso attuale e pone interrogativi sulle strutture del potere: il caso Galileo serve a togliere il velo all'intolleranza e all'integralismo.

## Riconoscimenti
Il film è stato presentato alla 29ª Mostra internazionale d'arte cinematografica di Venezia del 1969; inoltre ha vinto il Premio Cineforum 1968.